# San Luis, José Azueta
San Luis är en ort i Mexiko.   Den ligger i kommunen José Azueta och delstaten Veracruz, i den sydöstra delen av landet, 400 km öster om huvudstaden Mexico City. San Luis ligger 42 meter över havet och antalet invånare är 331.
Terrängen runt San Luis är platt, och sluttar österut. Runt San Luis är det ganska glesbefolkat, med 25 invånare per kvadratkilometer. Närmaste större samhälle är Tesechoacan, 15,3 km norr om San Luis. Omgivningarna runt San Luis är en mosaik av jordbruksmark och naturlig växtlighet.